# José Justo Álvarez Valenzuela
José Justo Álvarez Valenzuela o José Justo Álvarez Miñón (Ciudad de México, Nueva España, Imperio Español, 9 de agosto de 1821-Ciudad de México, México 22 de enero de 1897) fue un militar mexicano. Ocupó diversos cargos militares y civiles. En 1856 fue nombrado gobernador y comandante general de Tabasco. 

## Gobernador de Tabasco
Siendo general graduado del Estado Mayor, el 24 de septiembre de 1856 fue nombrado por el presidente Ignacio Comonfort gobernador y comandante general de Tabasco, cargo que mantuvo del 30 de octubre de ese año, hasta el 24 de junio de 1857. Dicho nombramiento presidencial, desató un conflicto armado en el estado, debido a que el entonces gobernador Manuel María Escobar, se negó a entregar el cargo aduciendo intromisión del Gobierno Central en asuntos políticos estatales, por lo que atendiendo instrucciones del presidente Comonfort, el general Francisco de Velázquez se alzó en armas, derrocando al gobernador y entregando la gubernatura al general José Justo Álvarez.
De perfil «Conservador», durante su corta administración impulsó reformas de tipo económico y administrativo, expidió un decreto que hizo obligatoria la educación pública en el estado, y creó un órgano que se encargaría de manejar los fondos para su sostenimiento.
Bajo su mandato se hizo efectiva la expropiación de los bienes eclesiásticos. Inauguró la Escuela Central de Niños "Porfirio Díaz" y construyó la Alameda del Playón Grijalva.

### Tabasco recupera el Partido de los Ríos y Huimanguillo
En 1857, después de haber sido promulgada la Constitución de 1857 en febrero, fue el encargado de jurarla en todos los municipios del estado el 5 de abril de ese año. En esa Carta Magna y gracias al esfuerzo del entonces gobernador del estado José Víctor Jiménez, se estipulaba que se le reintegraban al estado de Tabasco los territorios de Balancán, Montecristo y Tenosique, así como el Cantón de Huimanguillo, pero se le niega devolverle el distrito de El Carmen.
Álvarez Valenzuela, también fue el responsable de hacer pública la convocatoria para la elección de gobernador y diputados en el estado, lo que implicaba que todos los ciudadanos tenían derecho al voto y que no existiría la reelección.

## Otros cargos
Ocupó otros cargos militares y civiles. Fue secretario de Estado en el despacho de Guerra y Marina y general en jefe del ejército federal por decreto del 7 de abril de 1858. General de brigada efectivo, nombrado en Morelia por el general Santos Degollado el 21 de abril de 1859.
Fue ascendido a General de Brigada Efectivo por el presidente Benito Juárez. Con ese nombramiento luchó a lado de los liberales en la Guerra de Reforma o también llamada «Guerra de los Tres Años». También fue nombrado Tesorero de las Cámaras Federales el 3 de agosto de 1882.
Falleció el 22 de enero de 1897, en la Ciudad de México, siendo todavía tesorero de las Cámaras Federales.

## Benemérito de Tabasco
El Congreso Constituyente y el nuevo gobernador en funciones Victorio Victorino Dueñas lo declararon ciudadano benemérito del estado de Tabasco, el 24 de julio de 1857.